# چمتورا
چمتورا (انگلیسی: Chemtura) شرکت صنایع شیمیایی آمریکایی است، که در سال ۲۰۰۵ تأسیس شد.